# Alonso Cano
Alonso Cano, född 19 februari 1601, död 3 september 1657, var en spansk konstnär.
Alonso Cano kom från Granada till Sevilla, där utbildade sig både till målare som lärjunge till Francisco Pacheco och till bildhuggare som lärjunge till Juan Martínez Montañés. Han blev hovmålare i Madrid och gjorde flera utsmyckningsarbeten. På grund av sitt våldsamma temperament och misstanken om hustrumord måste han en tid hålla sig borta från huvudstaden, och verkade då i Valencia och andra städer. Han hamnade slutligen i Granada, där han blev överbyggmästare vid katedralen, vars huvudfasad han byggde i originell barock och i övrigt utsmyckade med skulpturer och målningar. Alonso Cano utförde även Magdalenakyrkan i Granada.
Som skulptör är Alonso Cano främst känd genom sina kraftigt modellerade och målade träskulpturer. Han blev dock mest känd som målare, och av hans tavlor är främst Madonna del Rozario i katedralen i Malaga och Den heliga Agnes i Berlin kända.